# Stazione di Salice Salentino
Stazione di Salice Salentino vasútállomás Olaszországban, Puglia régióban, Salice Salentino településen.

## Vasútvonalak
Az állomást az alábbi vasútvonalak érintik:
- Martina Franca–Lecce-vasútvonal

## Kapcsolódó állomások
A vasútállomáshoz az alábbi állomások vannak a legközelebb: 
- Campi Salentina railway station (Stazione di Lecce, Martina Franca–Lecce-vasútvonal)
- Guagnano railway station (Stazione di Martina Franca, Martina Franca–Lecce-vasútvonal)